# National Amusements
National Amusements ist ein US-amerikanisches Unternehmen, das Kinos betreibt und im Medienbereich aktiv ist. Das Unternehmen besitzt mehr als 1.500 Kinos in den Vereinigten Staaten, im Vereinigten Königreich und in Lateinamerika unter verschiedenen Marken, darunter Showcase Cinemas, Multiplex Cinemas und Cinema de Lux. Außerdem ist National Amusements der Mehrheitsaktionär der Mediengruppe Paramount Global. Der Firmensitz ist in Dedham, Massachusetts.
1936 wurde das Unternehmen unter dem Namen Northeast Theatre Corporation von Michael Redstone gegründet.
National Amusements wurde von 1967 bis zu seinem Tod 2020 von Michael Redstones Sohn Sumner geleitet. Er hielt 80 % der Unternehmensanteile, die restlichen 20 % hielt Sumners Tochter Shari Redstone.
Im Januar 2024 wurde bekannt, dass David Ellison, Geschäftsführer von Skydance Media, an einem Kauf von Paramount Global interessiert sei und darüber bereits Gespräche mit Shari Redstone geführt habe.